# ジメチルスルホン
- ジメチルスルホン
- メチルスルホニルメタン
- メチルスルフォニルメタン
- メチルサルフォニルメタン

ジメチルスルホン（DMSO2）は、スルホンにメチル基が2つ結合した有機硫黄化合物である。メチルスルホニルメタン（MSM）とも呼ぶ。

## 安全性
マウスとラットの無有害作用量(NOAEL)は以下の通りである。
| 種     | 投与経路 | 期間 | NOAEL      |
| ------ | -------- | ---- | ---------- |
| マウス | 経胃     | 15日 | 5g/kg      |
| ラット | 経胃     | 15日 | 2g/kg      |
| マウス | 経口     | 91日 | 1.5g/kg/日 |
| ラット | 経口     | 90日 | 1.5g/kg/日 |

## 副作用
外部リンクを参照のこと。

## 関連研究
- ヒトにおいて血液脳関門を通過する可能性が示唆されている[4]。

- 血糖値低下や中性脂肪値低下の作用が報告された[5]。

- コホート研究にて、MSM を摂取していると大腸がんリスクが低下するとの報告がある[6]。

- 肝臓がん、消化器癌の細胞へのアポトーシス作用が示唆されている[7][8]。

- 自己免疫性リンパ増殖症マウスに発症前からのMSM 6から8 (g/kg/day)投与により、寿命が平均 5.5ヶ月から10ヶ月に延びた[9]。